# Маранджев Альберт Леонтійович
Альберт Леонтійович Маранджев (рос. Альберт Леонтьевич Маранджев; нар. 1938, за іншими даними — 1936) — радянський футболіст, нападник. Майстер спорту СРСР (1964).

## Життєпис
Півфіналіст Кубку СРСР 1959/60 у складі СКА (Одеса). Грав за «Хімік» Сєвєродонецьк (1961-1962), «Торпедо» Кутаїсі (1963, Кубок СРСР і дубль), «Локомотив» Тбілісі (1963-1964), «Толія» Тбілісі (1965, КФК).